# De Haar
De Haar est une localité néerlandaise rattachée à la commune de Berkelland.

## Le château de De Haar
Le château de De Haar est l'un des rares châteaux des Pays-Bas qui évoque l'image d'une forteresse médiévale avec ses tours, remparts, douves, portes et ponts-levis. Il se dresse au milieu d'un parc orné de hauts arbres, de jardins anciens et d'étangs. 
De Haar est l'un des vingt musées les plus visités des Pays-Bas. 
Le château est un monument historique animé par des activités tout au long de l'année, telles que des visites guidées, expositions, pièces de théâtre et événements. Il est géré par une fondation privée, organisation à but non lucratif. 